# Place Guichard
La place Guichard est une place publique située dans le 3e arrondissement de Lyon, en France.

## Situation
De forme approximativement carrée, elle est délimitée au nord par la rue de la Part-Dieu, au sud par une école de style fin XIXe siècle — qui héberge l'école élémentaire Mazenod et le collège Raoul-Dufy — à l'est par la rue de Créqui et à l'ouest par la rue Vendôme.

## Histoire
La place est créée en 1900 afin d'aérer un tissu urbain très dense. Elle est nommée d'après Claudius Guichard, député républicain lyonnais du début de la Troisième République, natif de La Guillotière.
Une fontaine, initialement installée sur la place des Terreaux, y est édifiée en 1893 ; elle est déposée en novembre 1948 pour permettre l'alignement de la rue Moncey et pour faciliter la pose de l'alimentation électrique de la ligne 26 du trolleybus.
Les archives municipales n'ont pas révélé le devenir de cette fontaine, d'une valeur artistique certaine, dont les autres exemplaires font la fierté de la vingtaine de villes qui les possèdent en France et à l'étranger,.
En 1935, le maire de Lyon, Édouard Herriot y fait édifier la Bourse du Travail. Cette salle accueille aujourd'hui de nombreux spectacles.
Depuis 1981, la place est desservie par la station de métro Place Guichard - Bourse du Travail.

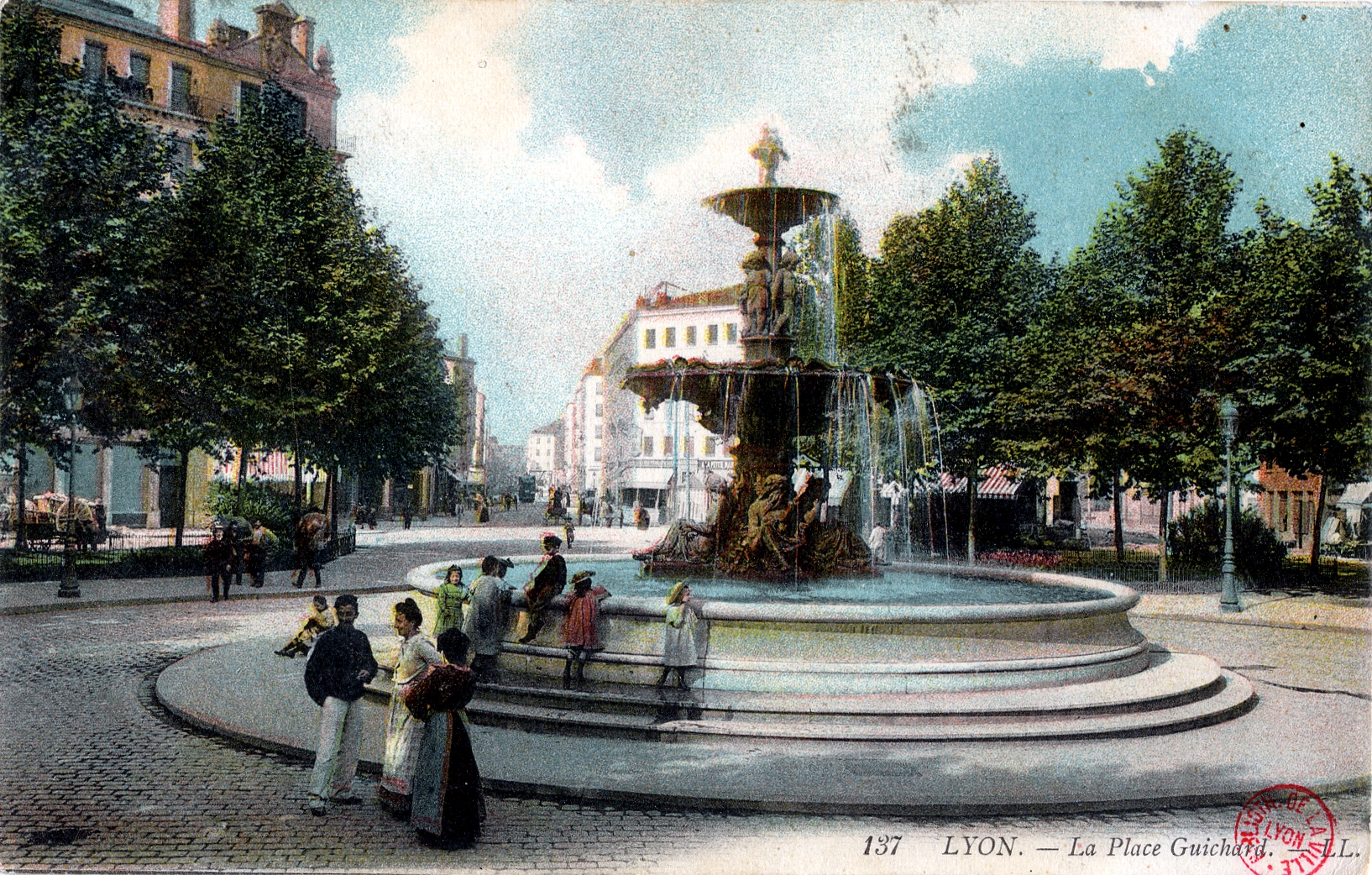
La place au début du XXe siècle.
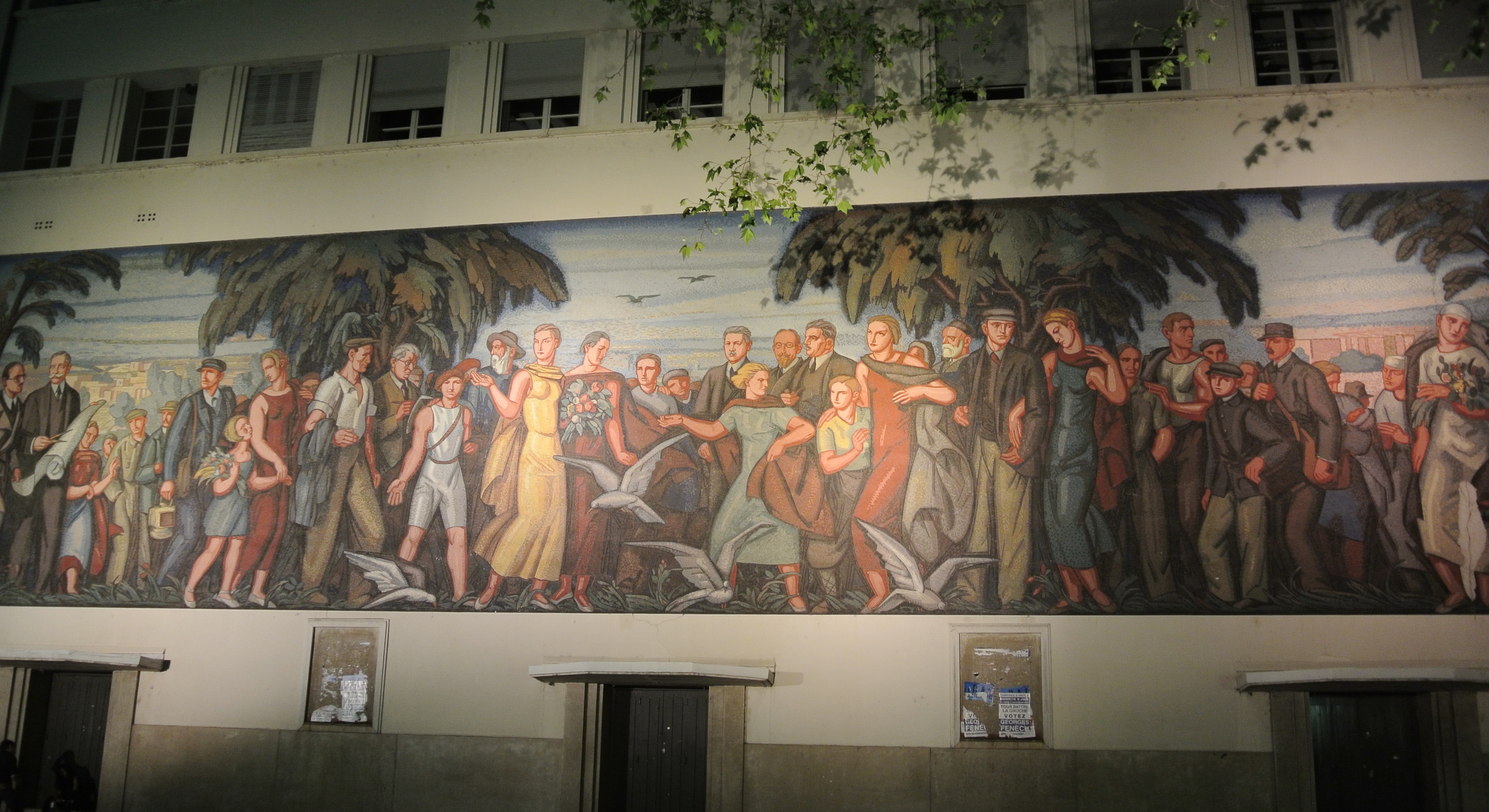
La fresque sur la façade ouest de la Bourse du travail, vue depuis la place.
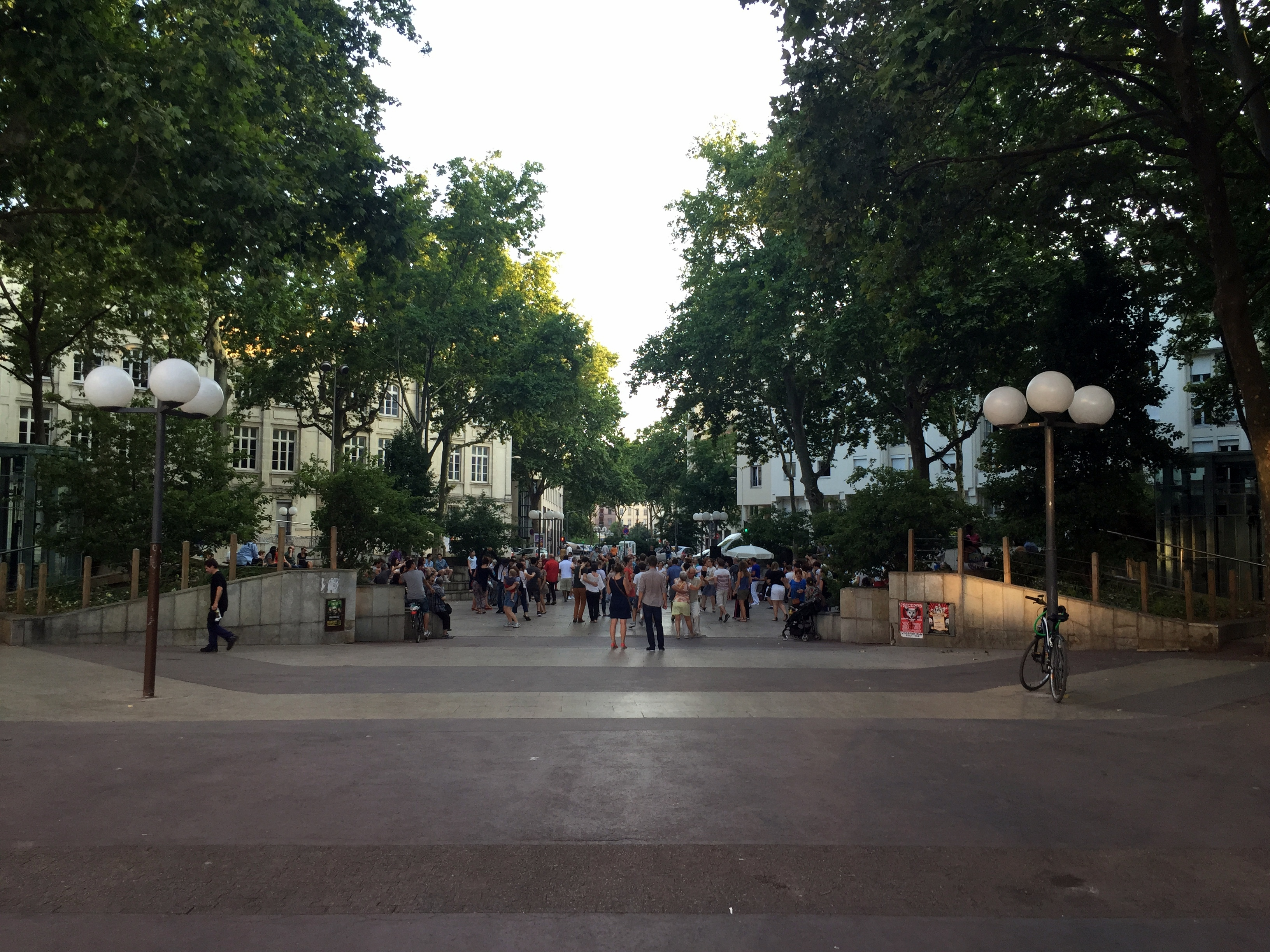
Soirée dansante.
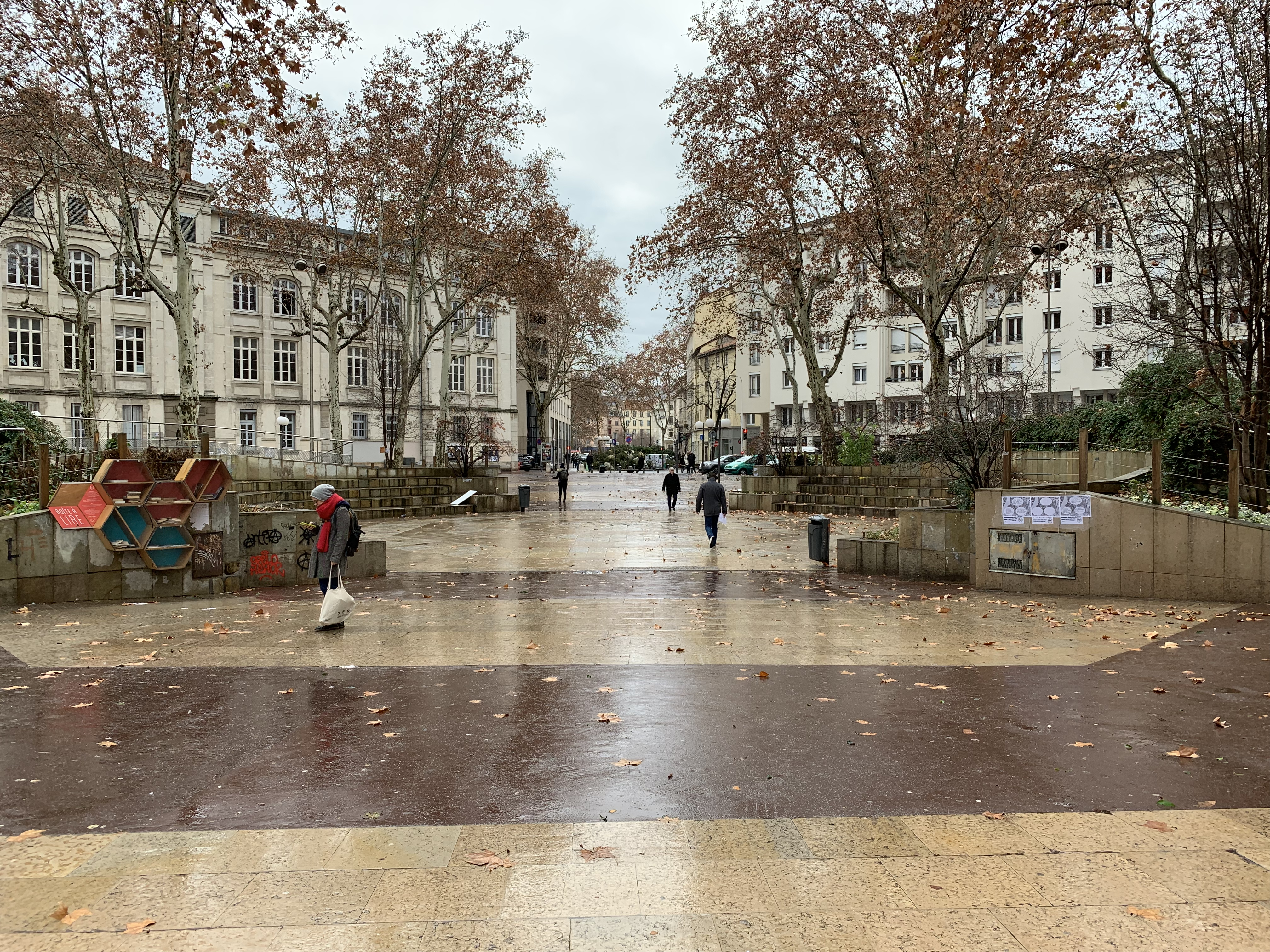
Vue en direction du sud-ouest (collège Raoul Dufy à gauche).
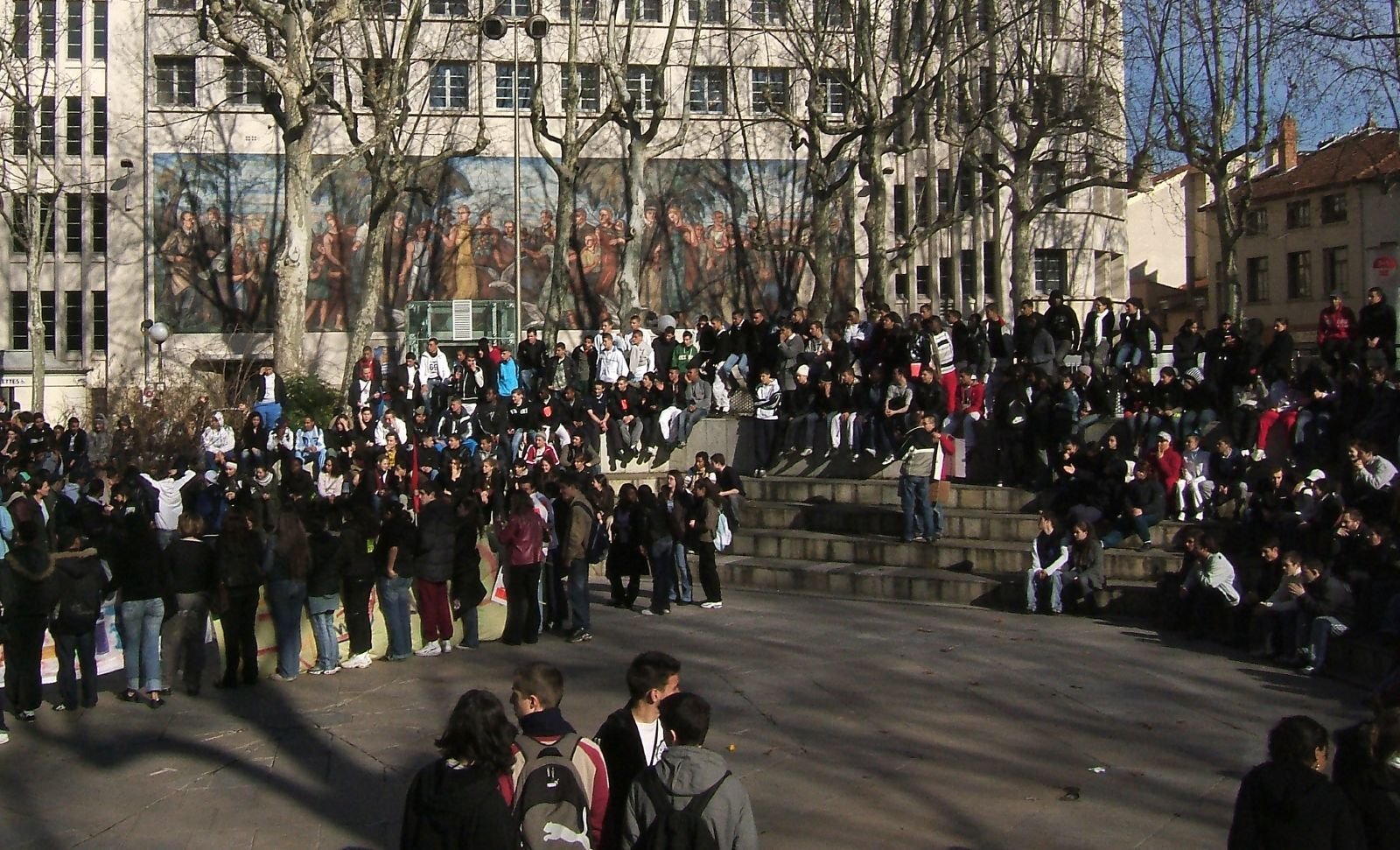
Manifestation lycéenne et étudiante contre le CPE en 2006.
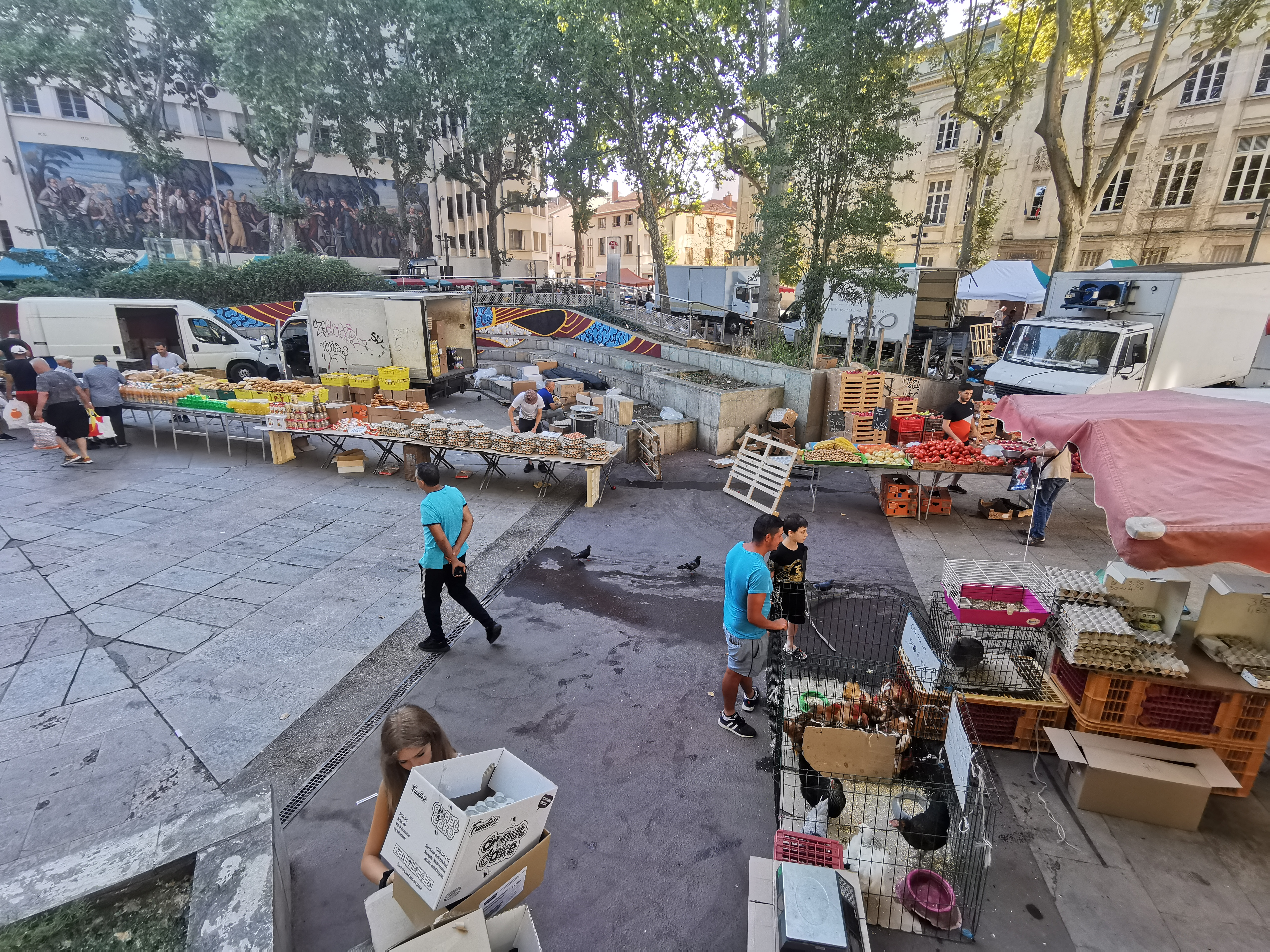
Poules pondeuses et coqs fermiers à son marché de dimanche.